# Błękit nieba (film)
Błękit nieba (ang. Blue Sky) – film z 1994 w reżyserii Tony’ego Richardsona.
Jessica Lange dostała Oscara w kategorii „Najlepsza aktorka pierwszoplanowa”.
Film został ukończony w 1991, jednak z powodu bankructwa studia leżał na półce aż do 1994 roku.

## Obsada
- Jessica Lange – Carly Marshall
- Tommy Lee Jones – Hank Marshall
- Powers Boothe – Vince Johnson
- Carrie Snodgress – Vera Johnson
- Amy Locane – Alex Marshall
- Chris O’Donnell – Glenn Johnson